# 豪恩施泰因-伊芬塔爾

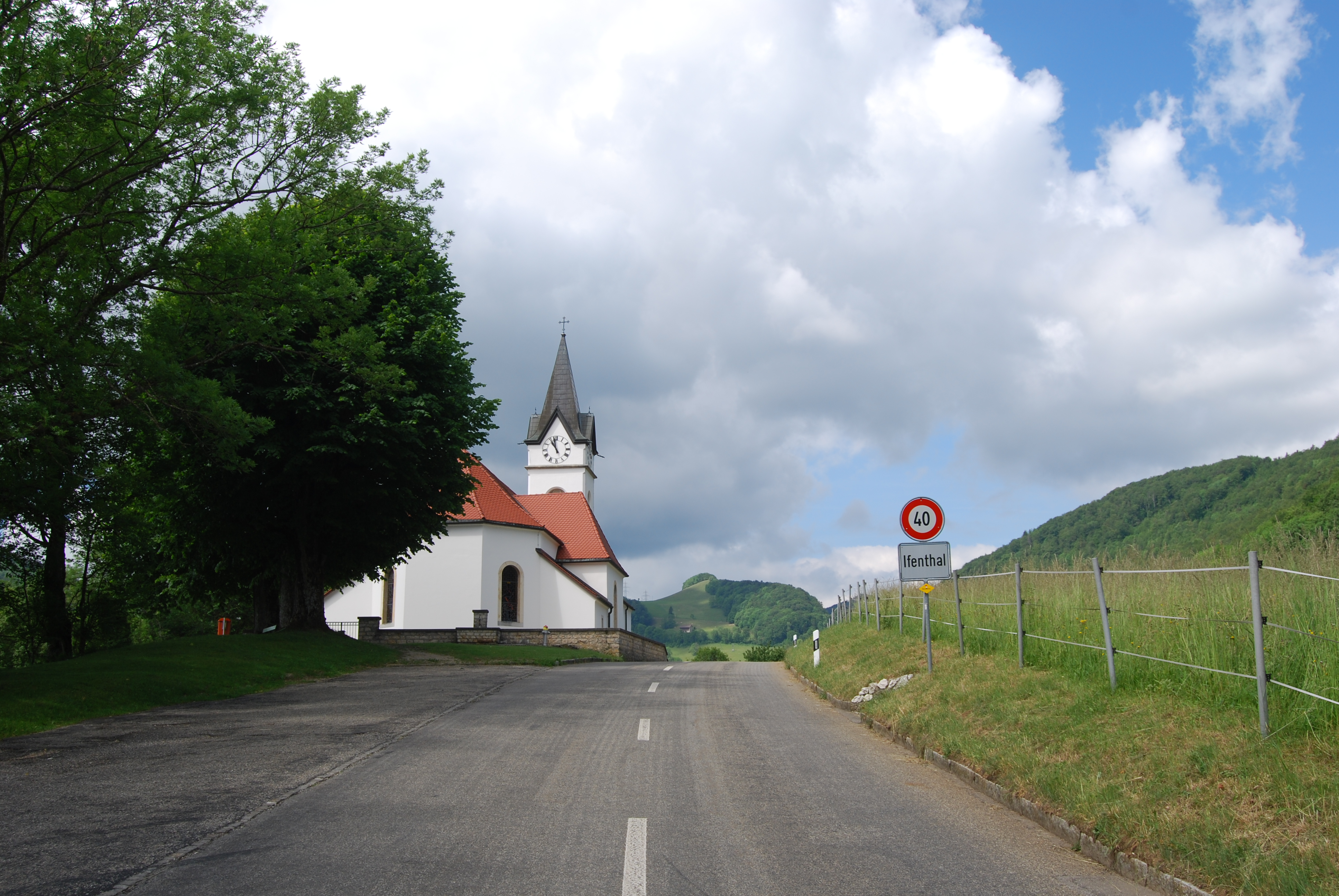

豪恩施泰因-伊芬塔爾是瑞士的城鎮，位於該國北部，由索洛圖恩州負責管轄，面積5.35平方公里，海拔高度675米，2012年人口316，六成人口信奉羅馬天主教，人口密度每平方公里59人。

## 外部連結
- Official website（页面存档备份，存于） （德文）

47°22′44″N 7°52′20″E / 47.3789°N 7.8722°E